# Gehyra moritzi
Gehyra moritzi (дтелла Моріца) — вид геконоподібних ящірок родини геконових (Gekkonidae). Ендемік Австралії.

## Поширення і екологія
Дтелли Моріца мешкають в горах Північної Території, від гір Мак-Доннел на південь до хребта Джеймс, від каньойна Кінгс на схід до Карлу-Карлу, зп деякими свідченнями до Пілунги в Квінсленді. Вони живуть в кам'янистих пустельних місцевостях, серед валунів і в тріщинах серед скель.